# 15970 Robertbrownlee
15970 Robertbrownlee este un asteroid din centura principală de asteroizi.

## Descriere
15970 Robertbrownlee este un asteroid din centura principală de asteroizi. A fost descoperit pe 22 martie 1998 la Kitt Peak National Observatory, în cadrul proiectului Spacewatch. Asteroidul prezintă o orbită caracterizată de o semiaxă mare de 2,16 ua, o excentricitate de 0,18 și o înclinație de 5,1° în raport cu ecliptica.